# Kokkosaari (ö i Kajanaland, Kajana, lat 64,05, long 28,18)
Kokkosaari är en ö i Finland. Den ligger i sjön Jormasjärvi och i kommunen Sotkamo i den ekonomiska regionen  Kajana ekonomiska region  och landskapet Kajanaland, i den centrala delen av landet, 500 km norr om huvudstaden Helsingfors. Öns area är 0,7 hektar och dess största längd är 210 meter i nord-sydlig riktning.